# Radioactive Dentine Abrasion
Der Begriff Radioactive Dentine Abrasion (RDA; deutsch etwa Abrasion von radioaktivem Dentin) bezeichnet ein Verfahren zur Messung und auch ein Maß für die abtragende Wirkung (Abrasivität) von Stoffen auf das Dentin (Zahnbein). Insbesondere bezieht sich der RDA-Wert auf die abtragende Wirkung der in Zahnpasten enthaltenen Putzkörper, welche bei „standardisiertem“ Putzen gegen eine definierte Charge eines Vergleichstoffes erreicht wird.
Seit 1998 ist der RDA-Wert durch die Norm DIN EN ISO 11609 festgelegt.
Vor dem Test wird das gesamte Dentin radioaktiv markiert. Der RDA-Wert wird dann bestimmt durch Messung der Aktivität desjenigen Dentins, das beim Putzen abgetragen wurde. Die erzielten Werte hängen ab von der Größe, Menge und Oberflächenstruktur der Putzkörper, die den Zahnpasten beigemengt sind.
Die Aussagekraft des RDA-Werts ist umstritten. Der RDA-Wert wird nämlich am Dentin ermittelt, welches nur an bereits abradierten Flächen oder an freiliegenden Zahnhälsen frei liegt; normalerweise ist es vom Zahnschmelz umgeben. Da dieser jedoch härter ist als Dentin, kann vom RDA-Wert nicht ohne weiteres auf die abrasive Wirkung an gesunden Zähnen geschlossen werden.

## Geschichte
Bereits 1907 beschäftigte sich Willoughby D. Miller mit der quantitativen Messung der Abrasion von Zähnen durch verschiedenste Einflüsse. Versuche, die Abrasion über die Bestimmung des Gewichtes des abradierten Materials zu quantifizieren, scheiterten an Änderungen des Flüssigkeitsgehaltes der Zähne und des abradierten Materials während der Testreihen.
1958 schlugen Grabenstetter et al vor, die Abrasivität über die Bestimmung der Radioaktivität des abradierten Materials zu messen. Dazu mussten die Zähne vorher durch Neutronenstrahlung radioaktiv markiert werden.
Zu Beginn der 1970er Jahre bildete die American Dental Association eine Expertenkommission (American Dentifrice Abrasion Committee, dt. etwa: Amerikanische Kommission zur Abrasion durch Zahnputzmittel), die ein standardisiertes Verfahren zum Vergleich der abrasiven Wirkung verschiedener Zahnputzmittel erstellen sollte. Ein solches wurde 1976 veröffentlicht, es basierte auf Grabenstetters Verfahren.

## Verfahren
Die Wurzeln bis dahin vitaler extrahierter Zähne werden gereinigt, zu genormten Blöcken zugeschnitten und mittels milder Neutronenstrahlung radioaktiv markiert, wodurch ein Teil der Phosphor-Atome im Hydroxylapatit in das Isotop 32P umgewandelt wird (Halbwertszeit: 14,3 Tage). Danach wird eine Woche abgewartet, um den Anteil ebenfalls entstehender kurzlebigerer Isotope (hauptsächlich 24Na) abklingen zu lassen. Die so vorbehandelten Zähne werden teilweise in Kunststoffblöcke eingebettet und die freibleibenden Oberfläche in einer genormten „Putzmaschine“ nacheinander mit einer genormten Calciumdiphosphat-Aufschlämmung und einer Aufschlämmung der zu untersuchenden Substanz gebürstet. Bei beiden Aufschlämmungen wird anschließend die Radioaktivität bestimmt und so das Verhältnis der durch die beiden Aufschlämmungen aus dem Dentin abgetragenen 32P-Isotope ermittelt. Dabei wird der Referenzaufschlämmung der Wert 100 zugewiesen.

## Werte
RDA-Werte werden wie folgt bezeichnet:
- über 100 als stark abrasiv
- 70 bis 80 als mittel abrasiv
- 30 als gering abrasiv.

Empfehlungen: Produkte mit einem RDA-Wert von …
- über 70: nur für gezielte Anwendungen
- 30 bis 70: für die regelmäßige Anwendung
- unter 30: nicht empfohlen, da dann die Reinigungswirkung als zu gering eingeschätzt wird.

Die gesetzliche Obergrenze für den RDA-Wert beträgt in Deutschland 250.